# Abel Chevalley
 (décembre 2023).
La mise en forme du texte ne suit pas les recommandations de Wikipédia : il faut le « wikifier ».
Les points d'amélioration suivants sont les cas les plus fréquents. Le détail des points à revoir est peut-être précisé sur la page de discussion.
- Les titres sont pré-formatés par le logiciel. Ils ne sont ni en capitales, ni en gras.
- Le texte ne doit pas être écrit en capitales (les noms de famille non plus), ni en gras, ni en italique, ni en « petit »…
- Le gras n'est utilisé que pour surligner le titre de l'article dans l'introduction, une seule fois.
- L'italique est rarement utilisé : mots en langue étrangère, titres d'œuvres, noms de bateaux, etc.
- Les citations ne sont pas en italique mais en corps de texte normal. Elles sont entourées par des guillemets français : « et ».
- Les listes à puces sont à éviter, des paragraphes rédigés étant largement préférés. Les tableaux sont à réserver à la présentation de données structurées (résultats, etc.).
- Les appels de note de bas de page (petits chiffres en exposant, introduits par l'outil «  Source ») sont à placer entre la fin de phrase et le point final[comme ça].
- Les liens internes (vers d'autres articles de Wikipédia) sont à choisir avec parcimonie. Créez des liens vers des articles approfondissant le sujet. Les termes génériques sans rapport avec le sujet sont à éviter, ainsi que les répétitions de liens vers un même terme.
- Les liens externes sont à placer uniquement dans une section « Liens externes », à la fin de l'article. Ces liens sont à choisir avec parcimonie suivant les règles définies. Si un lien sert de source à l'article, son insertion dans le texte est à faire par les notes de bas de page.
- La présentation des références doit suivre les conventions bibliographiques. Il est recommandé d'utiliser les modèles {{Ouvrage}}, {{Chapitre}}, {{Article}}, {{Lien web}} et/ou {{Bibliographie}}. Le mode d'édition visuel peut mettre en forme automatiquement les références.
- Insérer une infobox (cadre d'informations à droite) n'est pas obligatoire pour parachever la mise en page.

Pour une aide détaillée, merci de consulter Aide:Wikification.
Si vous pensez que ces points ont été résolus, vous pouvez retirer ce bandeau et améliorer la mise en forme d'un autre article.
Pour les articles homonymes, voir Chevalley.
Abel Chevalley, né le 4 juillet 1868 à Mouilleron-en-Pareds et mort le 30 décembre 1933 à Chançay, est un diplomate, poète et romancier français.

## Biographie

### Jeunesse et débuts dans la vie
Né le 4 juillet 1868 à Mouilleron-en-Pareds (Vendée), village de naissance de Georges Clemenceau et de De Lattre de Tassigny, il était le fils aîné de Charles Chevalley, un émigrant suisse de religion protestante établi comme horloger en Vendée, et de Marie Balin, fille adoptive du pasteur de Mouilleron.
Brillant élève à l'École normale de La Roche-sur-Yon, il est reçu premier à l'École Normale Supérieure de Saint-Cloud en 1887; il poursuit sa formation comme boursier en Angleterre (1889-1892), puis est nommé professeur au Lycée Tewfik du Caire (1893-1897).
Reçu premier à l'agrégation d'anglais en 1897, il est nommé professeur au Lycée Voltaire puis au Lycée Louis le Grand à Paris, et devient le Président de l'amicale des anciens élèves de Saint-Cloud. Dans de nombreux articles et discours, il promeut l'enseignement des langues vivantes et propose une vision novatrice de l'enseignement populaire.
Il entame parallèlement une carrière de journaliste au journal Le Temps, où il donne des articles sur l'Égypte puis collabore à la rubrique internationale à la suite de Francis de Pressensé. Il y défend un rapprochement entre la France et le Royaume Uni et publie dès 1902 une biographie de la reine Victoria.

### Carrière politique

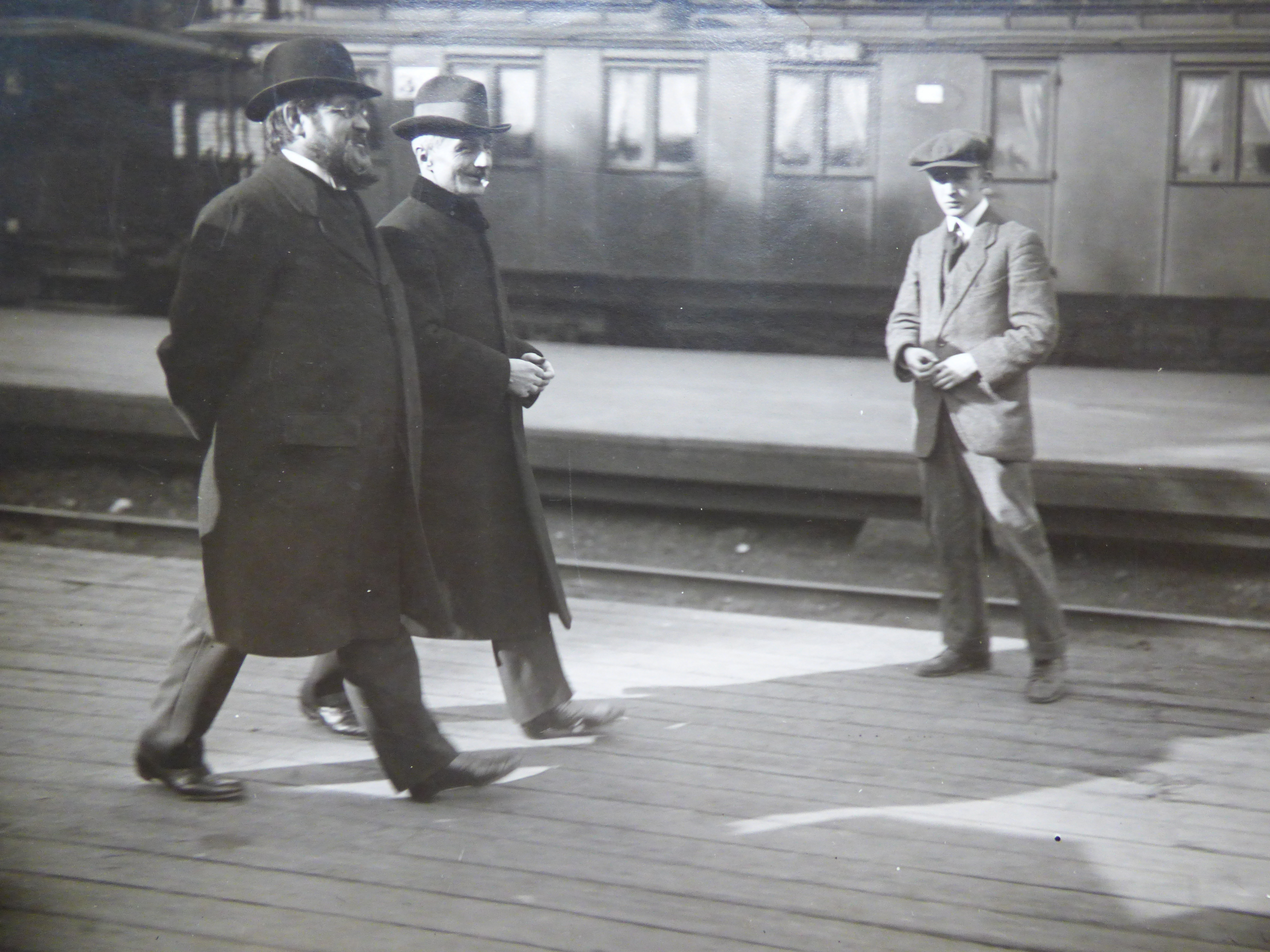
Abel Chevalley et Albert Thomas en partance pour la Russie, gare de Christiania, avril 1917

Remarqué par Théophile Delcassé, ministre des Affaires étrangères, qui conclut en 1904 l'Entente Cordiale, Abel Chevalley est chargé de concrétiser ce rapprochement à l'issue de la seconde Guerre des Boers: il est nommé de 1905 à 1910 consul général à Pretoria puis Johannesbourg, en Afrique du Sud.
Il poursuit sa carrière diplomatique avec l'appui de Georges Clemenceau, de 1910 à 1914 comme sous-directeur d'Amérique au Quai d'Orsay, puis de 1914 à 1918 comme ministre plénipotentiaire représentant la France en Norvège, enfin en 1920 comme représentant français à la Commission interalliée pour le plébiscite d'Allenstein (Prusse Orientale), et de 1920 à 1921 comme haut-commissaire en Géorgie.
Durant la Première guerre mondiale, Abel Chevalley agit pour faire pencher la neutralité norvégienne du côté des Alliés, pour empêcher la livraison de nitrates à l'Allemagne par la société franco-norvégienne  Norsk Hydro, et il analyse dans sa correspondance officielle et privée les bouleversements stratégiques induits par les révolutions russes et l'entrée en guerre des États-Unis.

### Carrière littéraire

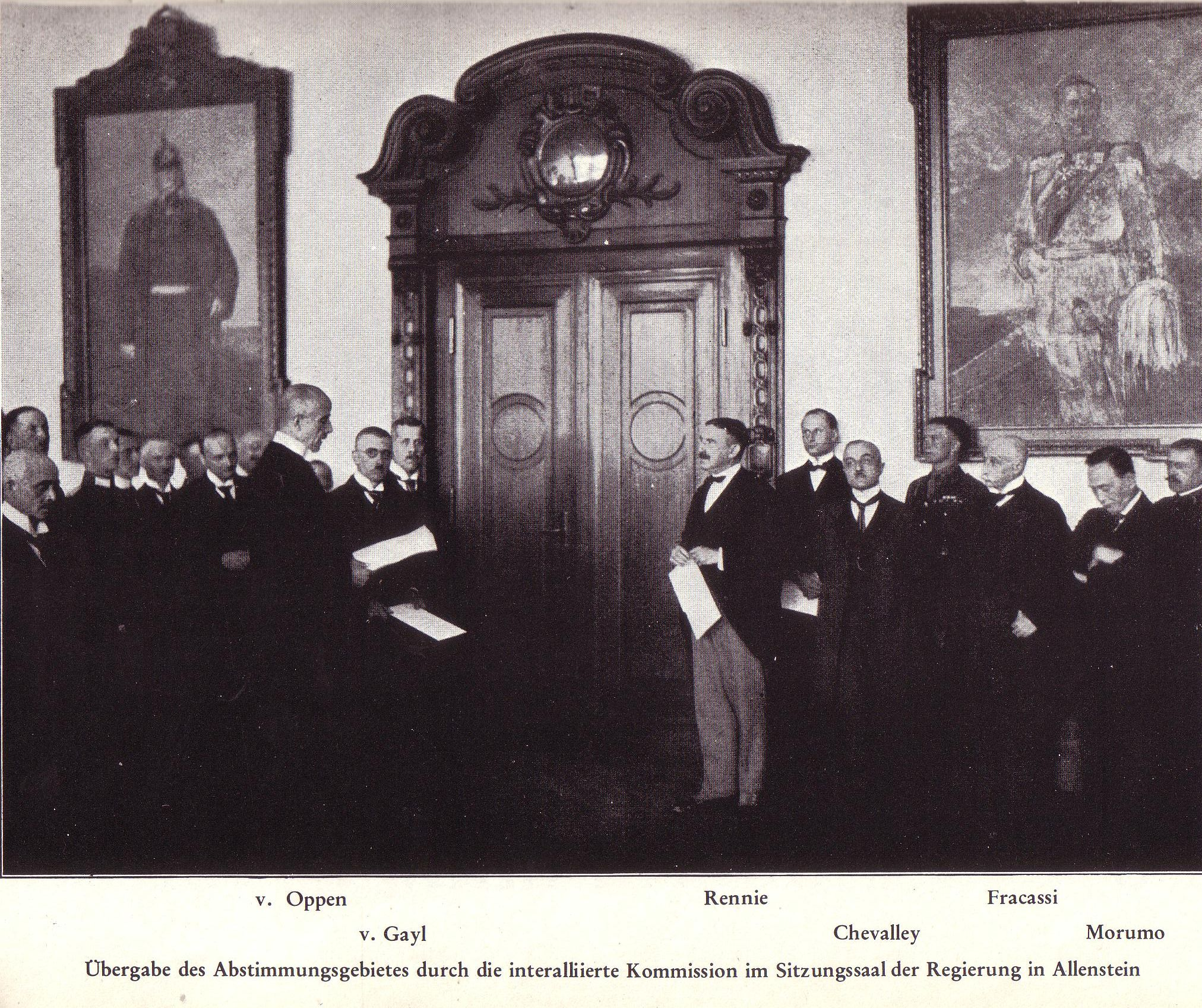
Remise des résultats du vote du plébiscite d'Allenstein (1920)

De santé fragile, critiqué au sein du Quai d'Orsay pour son anglophilie et ses liens avec Clemenceau (qui refuse de se présenter à la présidence en janvier 1920), Abel Chevalley quitte la carrière diplomatique pour se consacrer à la littérature.
Il avait publié dans sa jeunesse aux éditions Fischbacher des recueils de poésie: Première Étape (1894), Stèles et Cippes et Le Vain Exode (1896). Il publie simultanément à Oxford et à Paris Le Roman anglais de notre temps (1920). Il présente au public français et traduit les œuvres de Thomas Deloney aux éditions de la NRF (1926), et collabore comme critique littéraire à la Revue de Paris, au Mercure de France, à la Saturday Review of Literarure et à la Fortnightly Review.
Il prépare une série de trois récits qui sera publiée par les éditions NRF Gallimard en 1936, après sa mort, sous le titre Histoires Extraordinaires (La Bête du Gévaudan, Psalmanazar, l'Affaire Overbury). Le premier de ces récits, La Bête du Gévaudan, sera régulièrement réédité jusqu'à nos jours et  vaudra à Abel Chevalley une gloire posthume sans rapport à ce qu'avait été sa carrière.
Il est également l'auteur, avec sa femme Marguerite, du Concise Oxford French Dictionary (1934). Ils avaient déjà traduit le roman de James Stephens, Deirdre (1923), racontant ce mythe irlandais.

## Vie privée
Abel Chevalley épouse Marguerite Sabatier (1880-1979), fille du théologien réformé français Auguste Louis Sabatier.
Leur fils, Claude Chevalley, mathématicien est cofondateur du groupe Bourbaki.
Abel Chevalley meurt le 30 décembre 1933 à Chançay.

## Publications
- Première Étape (1894), Stèles et Cippes et Le Vain Exode (1896). Recueils de poésies.
- Le Roman anglais de notre temps (1920).
- Concise Oxford French Dictionary (1934) avec son épouse Marguerite et Louis Auguste Sabatier, présentation en ligne.
- La Bête du Gévaudan. Psalmanazar. L'Affaire Overbury, Paris, Gallimard, coll. « Histoires extraordinaires » (no 9), 1936, 246 p.Édition abrégée : La Bête du Gévaudan, Paris, J'ai lu, coll. « L'Aventure mystérieuse » (no 200), 1968, 192 p., poche.